# Массовое убийство в Лёррахе
Массовое убийство в Лёррахе (нем. Amoklauf von Lörrach) произошло в немецком городе Лёррах, Баден-Вюртемберг, Германия, недалеко от швейцарской границы 19 сентября 2010 года, когда 41-летняя женщина-адвокат Сабине Радмахер (нем. Sabine Radmacher) убила своего сына и бывшего мужа и взорвала его квартиру, после чего ворвалась на территорию католической клиники Святой Елизаветы, где начала стрелять и резать пациентов. Спустя 40 минут после начала атаки женщина была убита в перестрелке со спецназом.

## Событие
19 сентября 2010 года Сабине Радмахер убила из спортивного пистолета своего бывшего мужа и своего родного сына, после чего, включив в квартире газ (по другим данным, установив канистру с горючей жидкостью) и взяв кухонный нож, покинула здание. Спустя несколько минут в доме произошел взрыв. Он был такой силы, что разрушил одну из стен. 15 человек были госпитализированы с отравлением продуктами горения.
Вооружённая женщина бегом направилась к католической клинике святой Елены, по пути она ранила выстрелами двух случайных прохожих — одного в спину, второго касательно в голову. Оказавшись в клинике, Сабине направилась прямо в гинекологическое отделение на втором этаже. Там она несколько раз ранила из пистолета медбрата, но у неё закончились патроны и женщина нанесла раненому ещё несколько ударов ножом, от чего тот скончался на месте. Стрелявшую попытался остановить прибывший в клинику по своим делам полицейский, но Сабине ранила его в колено. Мужчина потерял много крови, но остался жив.
В больнице возникла паника, пациенты и персонал запирались в палатах, другие попытались выбраться на крышу. В 18:15 в полицию поступил сигнал тревоги, и в 18:30 к клинике прибыли бойцы полицейского спецназа «Spezialeinsatzkommando». Они сразу же начали штурм здания. Сабине Редмахер вступила с полицейскими в перестрелку, в ходе которой была убита.